# Keshendeh-ye Pa'in
Keshendeh-ye Pa'in é uma cidade do Afeganistão, localizada na província de Balkh.